# フェルッチョ・フルラネット
フェルッチョ・フルラネット（Ferruccio Furlanetto, 1949年5月16日 - ）は、現代におけるイタリア・オペラ界を代表するバス歌手の一人。

## 来歴
フリウリ＝ヴェネツィア・ジュリア州サチーレ出身。1974年にロニーゴ市立劇場にてヴェルディの『リゴレット』のスパラフチレ役でデビューする。1977年にはトレヴィーゾでのトティ・ダル・モンテ声楽コンクールで優勝し、同年同地にて受賞者によるモーツァルトの『ドン・ジョヴァンニ』の題名役を歌っている。
1979年5月21日には、ミラノのスカラ座にヴェルディの『マクベス』のバンコー役でデビューする。指揮はクラウディオ・アバド。
1980年代以降は、イタリア国内に加えて各国の主要劇場で活躍している。
1980年2月26日にメトロポリタン歌劇場に、ヴェルディの『ドン・カルロ』の宗教裁判長役でデビューする。以降、2022年までで200回以上出演している。
1985年10月5日にウィーン国立歌劇場に、モーツァルトの『フィガロの結婚』のフィガロ役でデビューする。以降、2019年まで20の役柄で出演し、2014年にはORFEOレーベルから「Vienna State Opera Live Recordings 1997-2012」のCDが発売されている。
1986年のザルツブルク復活祭音楽祭にカラヤン指揮の『ドン・ジョヴァンニ』にレポレッロ役で出演した。カラヤンによる前年のドイツ・グラモフォンへのCD録音、翌年のビデオ収録で一躍世界的に有名となった。なお、ウィーン国立歌劇場では『ドン・ジョヴァンニ』の題名役のみ歌っている。
1995年9月26日にコヴェントガーデン王立歌劇場に、『フィガロの結婚』のフィガロ役でデビューする。以降100回以上出演している。
日本には、1981年9月のスカラ座の日本公演におけるロッシーニの『セビリアの理髪師』のバルトロ役でデビューする。1989年にはウィーン国立歌劇場の日本公演で、ロッシーニの『ランスへの旅』のシドニー卿を歌っている。2024年時点で、2011年のボローニャ市立劇場の日本公演の『エルナーニ』への出演が最後の来日となっている。
日本国内製作では、1998年4月にサントリーホール・オペラコンサート・シリーズ（演奏会形式）での『ナブッコ』、2001年の新国立劇場における『ドン・ジョヴァンニ』の題名役などに出演している。